# Karlovacs öldagar
Karlovacs öldagar (kroatiska: Dani piva Karlovac) är sedan år 1984 en årligen återkommande ölfestival i Karlovac i Kroatien. Den traditionella folkfesten arrangeras i slutet av augusti/början av september och med över 100 000 besökare är den Kroatiens största ölfestival.

## Historia
Karlovac har en lång ölbryggningstradition och år 1854 grundades det första moderna ölbryggeriet (se Karlovačka pivovara) i den dåvarande österrikiska staden. I början av 1980-talet föreslog chefen för turistavdelningen vid Karlovacs handelskammare Rudolf Starić att staden borde arrangera en traditionell kultur- och musikfestival med fokus på öl. Den dåvarande sekreteraren vid Karlovacs turistförening Dragor Nikolić förordade ett arrangemang med den anrika tyska ölfestivalen Oktoberfest som förebild. Idén uppskattades av Karlovačka pivovaras ledning. Det lokala ölbryggeriet var sett till produktionen en av de fem största bryggerierna i dåvarande Jugoslavien och dess marknadsandel i den kroatiska delrepubliken uppgick till 48 procent. I början av 1980-talet fanns det 29 aktiva ölbryggerier i Jugoslavien men till skillnad från andra branscher inom livsmedelsindustrin saknade de en egen branschmässa. Karlovačka pivovaras dåvarande direktör Ljudevit Mejaški föreslog vid ett möte med den jugoslaviska bryggeriindustrins generalförening att staden Karlovac skulle organisera en mässa för alla jugoslaviska bryggerier. Med hänvisning till att Karlovac befolkningsmässigt var en relativt liten stad mottogs förslaget ljummet av branschkollegorna från Belgrad, Ljubljana och Zagreb. Mejaški stod på sig och menade att dessa städer sedan tidigare hade andra typer av branschmässor. Sedan kollegorna gett med sig invigdes den första ölfestivalen i Karlovac den 5 september 1984, 130 år efter att Karlovačka pivovara etablerats i staden. Festivalen var den första av denna typ i dåvarande Jugoslavien och blev snart populär. Inledningsvis organiserades festivalen i Karlovacs historiska stadskärna och hade karaktären av en ölmässa där olika öltillverkare presenterade sina produkter vid bestämda stånd. Med anledning av säkerhetsläget under det kroatiska självständighetskriget (Karlovac låg nära krigsfronten) arrangerades inte festivalen åren 1992–1993. När festivalen återupptogs år 1994 fick den karaktären av en folkfest snarare än en mässa. Den är idag Kroatiens äldsta och sett till antalet besökare största ölfestival.

## Beskrivning
Karlovacs öldagar är en traditionell och årligen återkommande ölfestival med ett kulturellt och kulinarisk inslag. De olika evenemangen, däribland konserter och artistframträdanden, äger rum på olika platser i den centrala delen av staden. De flesta evenemangen äger vanligtvis rum vid "Karlovacs promenad" (formellt Šetalište dr. Franje Tuđmana) väster om den historiska stadskärnan, Šanacs basketbollplan, Foginovo-badstranden vid floden Korana och Koranas sport- och rekreationsområde. Festivalen pågår under flera dagar, vanligtvis 5–10 dagar i slutet av augusti till början av september.